# Read the Docs
Read the Docs是一个支持Sphinx、MkDocs （页面存档备份，存于）和Jupyter的免费文档托管平台。

## 历史
该网站在2010年由Eric Holscher、Bobby Grace和Charles Leifer创建。
2011年3月9日，Python软件基金会曾给Read the Docs拨款840美元供服务器托管。2017年11月13日Linux Mint宣布将所有文档转移到Read the Docs。2020年，陈和扎克伯格基金会向Read the Docs捐赠20万美金。Read the Docs在2021年共有7亿次页面浏览，以及1.96亿的独立访客。
2023年，Read the Docs用户发起了“Write the Docs”会议，后来该会议变成了通用的软件文档社区。截至2022年，该会议仍在举办年度国际会议、组织地方聚会，并为“那些关心文档的人”维护Slack频道。